# Salifu Yakubu
Salifu Yakubu (* 15. November 1919; † 1968 im Tamale Hospital, Ghana) war ein ghanaischer Politiker und Diplomat.

## Leben
Salifu Yakubu besuchte von 1929 bis 1938 die Tamale Government School. 1940 belegte er einen Arts and Crafts Course an der Achimota School.
Yakubu lehrte an der High School in Tamale. 1941 trat er den Polizeikräften der britischen Kolonie Goldküste bei, wo er am 12. Juli 1956 im Rang eines Sergeant ausschied. 1956 kaufte er einen Chevrolet Independence von der Union Trading Company, eine Tochter der Basler Mission.
Im Juli 1960 wurde Yakubu im Stimmkreis Savelugu als Kandidat der Convention People’s Party mit 7483 Stimmen in das Parlament von Ghana gewählt. Von 1961 bis 1967 vertrat er die ghanaische Regierung in Bamako als Resident Minister.
Am 30. Dezember 1968 wurde er wegen Veruntreuung von 10 Millionen CFA-Franc BEAC durch den Accra Supreme Court of Ghana zu 10 Jahren Haft verurteilt.